# Furní

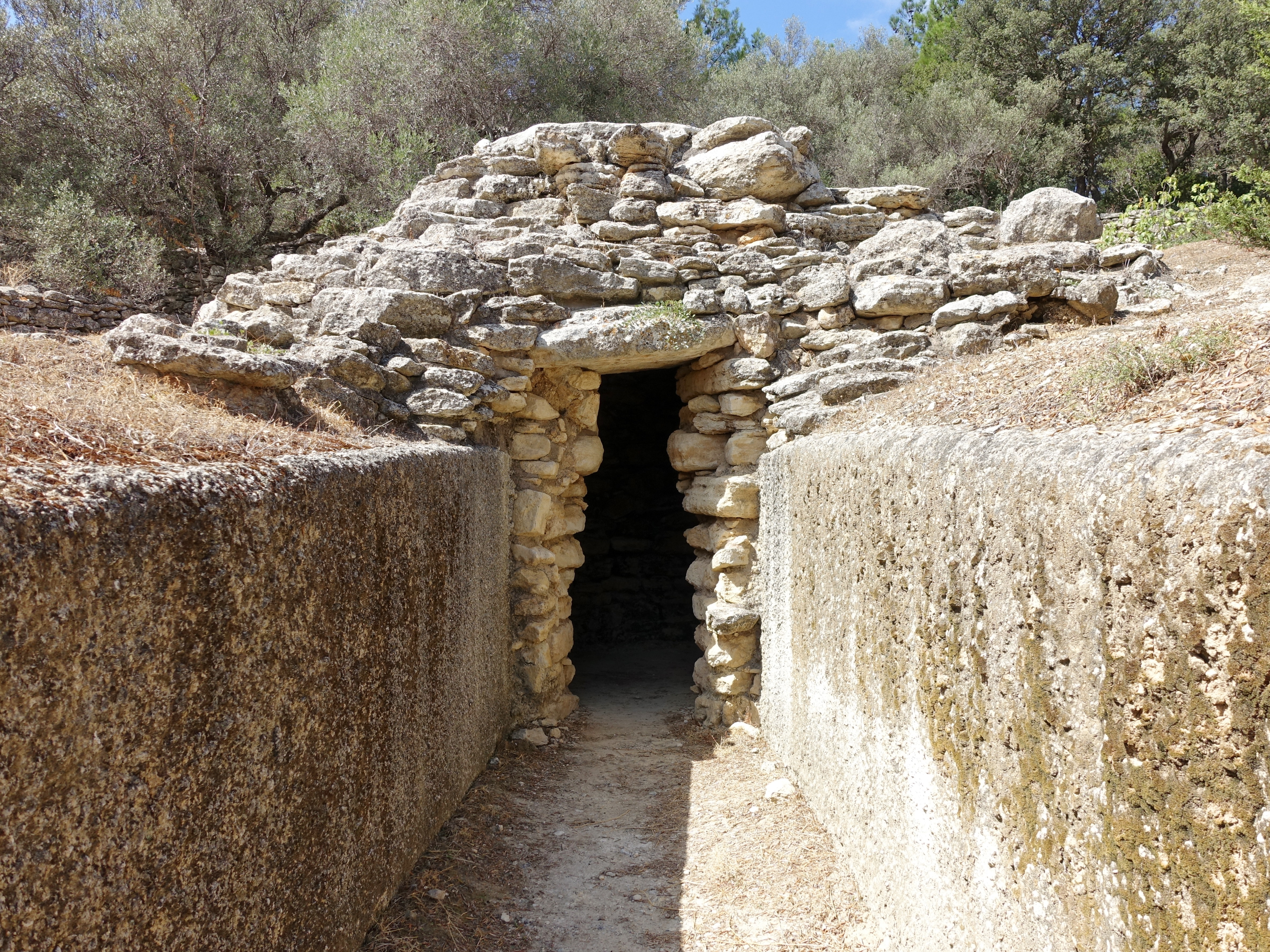
Dromos de la tumba abovedada A.

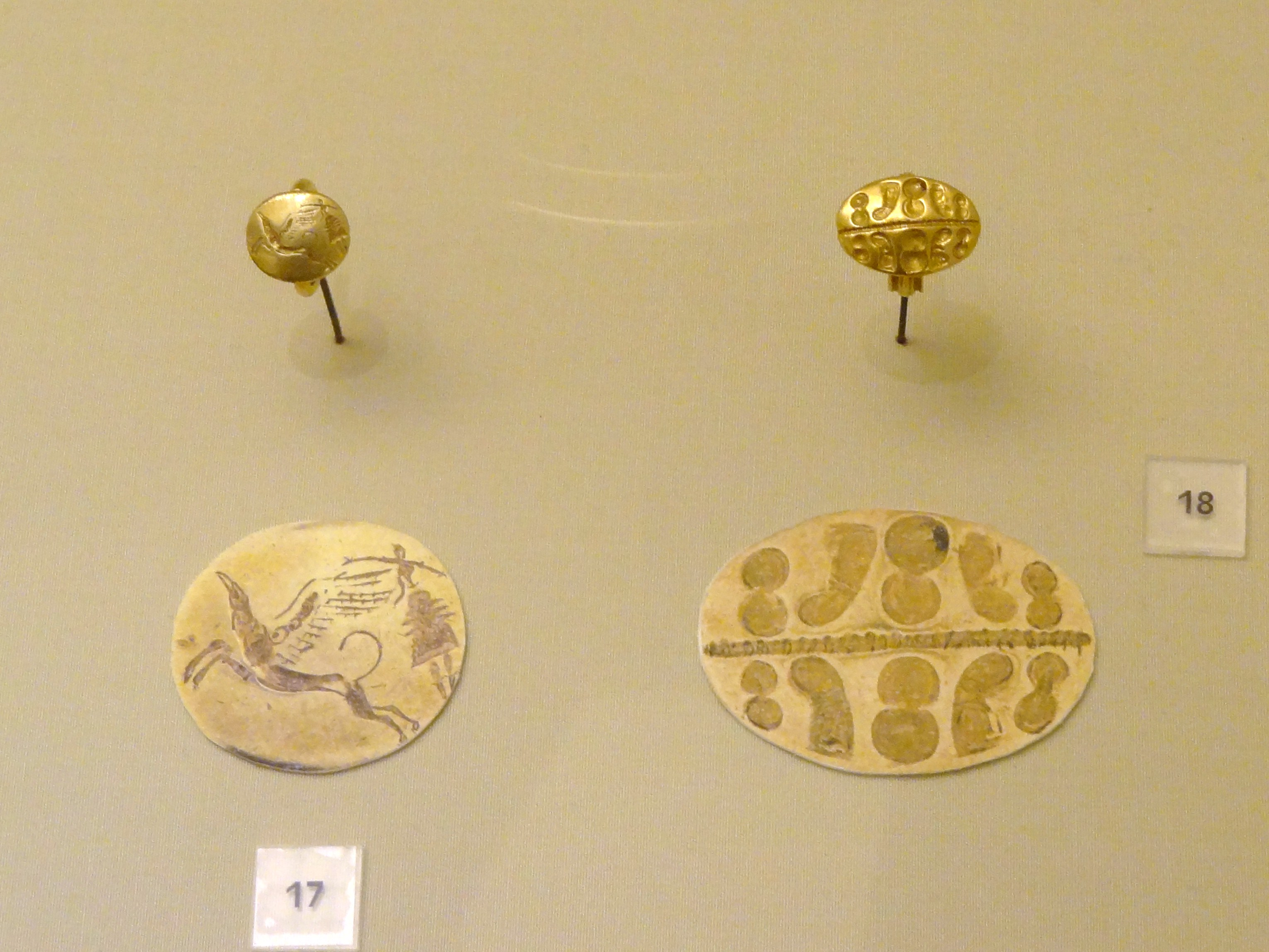
Dos anillos de sello de oro encontrados en Furní. En uno se representa un grifo y una divinidad femenina y, en el otro, escudos en forma de ocho y nudos sagrados.

La necrópolis minoica de Furní (en griego, Φουρνί) es un yacimiento arqueológico ubicado en la colina homónima, en la isla de Creta (Grecia), que contiene restos de la civilización minoica. Este yacimiento fue descubierto en 1964 y excavado por Yannis Sakellarakis.
El sitio arqueológico se encuentra cerca de Arjanes, donde había un asentamiento minoico, y del monte Juktas, donde había un importante santuario. Se trata de una necrópolis que estuvo en uso durante un largo periodo de tiempo, aproximadamente entre 2400 y 1200 a. C. Las excavaciones han sacado a la luz una gran variedad de monumentos funerarios, cientos de enterramientos y ricos ajuares funerarios. Ofrece también mucha información sobre diferentes aspectos, como el culto que rendían los minoicos a los muertos, sus costumbres funerarias o sus relaciones exteriores.

## Características
En la parte norte de la necrópolis se encuentra el recinto funerario de la época micénica, que consta de 7 tumbas del periodo minoico tardío IIIA (siglo XIV a. C.) Tanto el recinto como las tumbas tienen forma rectangular. Las tumbas fueron excavadas en la roca natural, había estelas funerarias sobre ellas y cada una incluye un sarcófago o lárnax ricamente decorado (pese a que estos lárnax se encontraron vacíos). Por otra parte, al sur de este recinto se encuentra la llamada tumba abovedada A, construida en la primera mitad del siglo XIV a. C. y que perteneció a un personaje importante puesto que contenía un rico ajuar funerario compuesto de cerámica, sellos y collares de oro y objetos de marfil, entre otros objetos. Uno de los sellos destaca por contener representada una escena de culto. Los restos de un toro y de un caballo indican que probablemente estos animales fueron sacrificados en honor del ocupante de la tumba. La planta de este edificio se asemeja a la del Tesoro de Atreo de Micenas y a la de la Tumba de Minias de Orcómeno.
En la parte oriental del yacimiento se encuentra el edificio funerario 4, rectangular, que consta de diferentes nivales y dos alas separadas. Se usó durante el periodo minoico tardío IA (1550-1500 a. C.) En el ala este, que tenía una planta superior, fueron halladas numerosas pesas de telar, además de cuchillos, entre otros objetos. También se elaboraba aquí vino. El ala oeste podría haberse usado para realizar rituales. Aquí fueron halladas numerosas copas y fragmentos de dos figurillas con forma de campana.
La tumba abovedada B es el monumento más grande del cementerio. Estuvo en uso desde antes del 2000 a. C. hasta el siglo XIV a. C. Probablemente fue un lugar de enterramientos de la realeza. Durante su periodo de uso se le añadieron diversos elementos, por lo que consta de un total de 12 espacios. Un lárnax contenía los huesos de 19 personas, entre ellas dos niños, y la mayoría fallecidos antes de los 35 años. Una de las cámaras de este complejo funerario perteneció al periodo minoico medio IA y tenía dos plantas. En ella fue encontrado un alfiler de plata con una inscripción en lineal A. 
El monumento funerario 6 tiene 6 espacios rectangulares paralelos y pertenece al periodo minoico medio IA. Se cree que tenía la función de osario, por la gran cantidad de huesos hallados aquí.  
El edificio funerario 3 es cuadrado, simétrico y está muy bien conservado. Tenía un ajuar importante y estuvo en uso desde el periodo minoico medio IA hasta después del 1400 a. C. 
La tumba abovedada C pertenece al periodo minoico temprano III (hacia 2300/2150-2160/2025 a. C.) Contenía un abundante ajuar funerario entre el que destacan las abundantes figurillas, algunas de ellas procedentes de las Cícladas. Aparecieron enterramientos en sarcófagos y en el suelo. Tiene una ventana orientada al sur así como una chimenea en la parte superior de la cúpula.
También había un ajuar abundante en el edificio funerario 19, que pertenece a los periodos minoico medio IA y IB y es el único edificio funerario de Creta que tiene un arco.
La tumba abovedada E, que se encuentra en la parte meridional, es el edificio más antiguo de la necrópolis. Estuvo en uso aproximadamente dos siglos entre el 2400-2300 y el 2100-2000 a. C.  
La tumba abovedada D, que se encuentra más al sur, contenía un rico enterramiento de una mujer del siglo XIV a. C. Se da la circunstancia de que aquí el cadáver fue colocado en una camilla de madera.
En el edificio funerario 9  se encontraron diversos enterramientos del minoico medio IA, además de un depósito de huesos de periodos anteriores. En una de sus habitaciones, junto a un enterramiento infantil, se encontró un sistro fabricado con arcilla y varillas de madera. La aparición de este instrumento es un indicio de las relaciones que mantenían los minoicos con los egipcios desde una época muy temprana.